# المهجر
المهجر، هي منطقة سكنية تقع في السعودية في منطقة مكة المكرمة.